# استف برونینک
استف برونینک (هلندی: Stef Broenink؛ زادهٔ ۱۹ سپتامبر ۱۹۹۰) قایقران روئینگ اهل هلند است.
وی در مسابقات کشوری و بین‌المللی در مجموع برندهٔ ۱ مدال طلا، ۳ مدال نقره، ۱ مدال برنز شده‌است.